# Nōjō-ji
Der Nōjō-ji (jap. 能成寺) ist ein Tempel in der japanischen Stadt Kōfu in der Präfektur Yamanashi. Er gehört zu den Kōfu Gozan, einer Gruppe von fünf buddhistischen Tempeln des Rinzai-shū, die Takeda Shingen in der Sengoku-Zeit neu erbauen beziehungsweise aus der umliegenden Provinz nach Kōfu verlegt hat, um seinen Verwaltungssitz zu fördern.

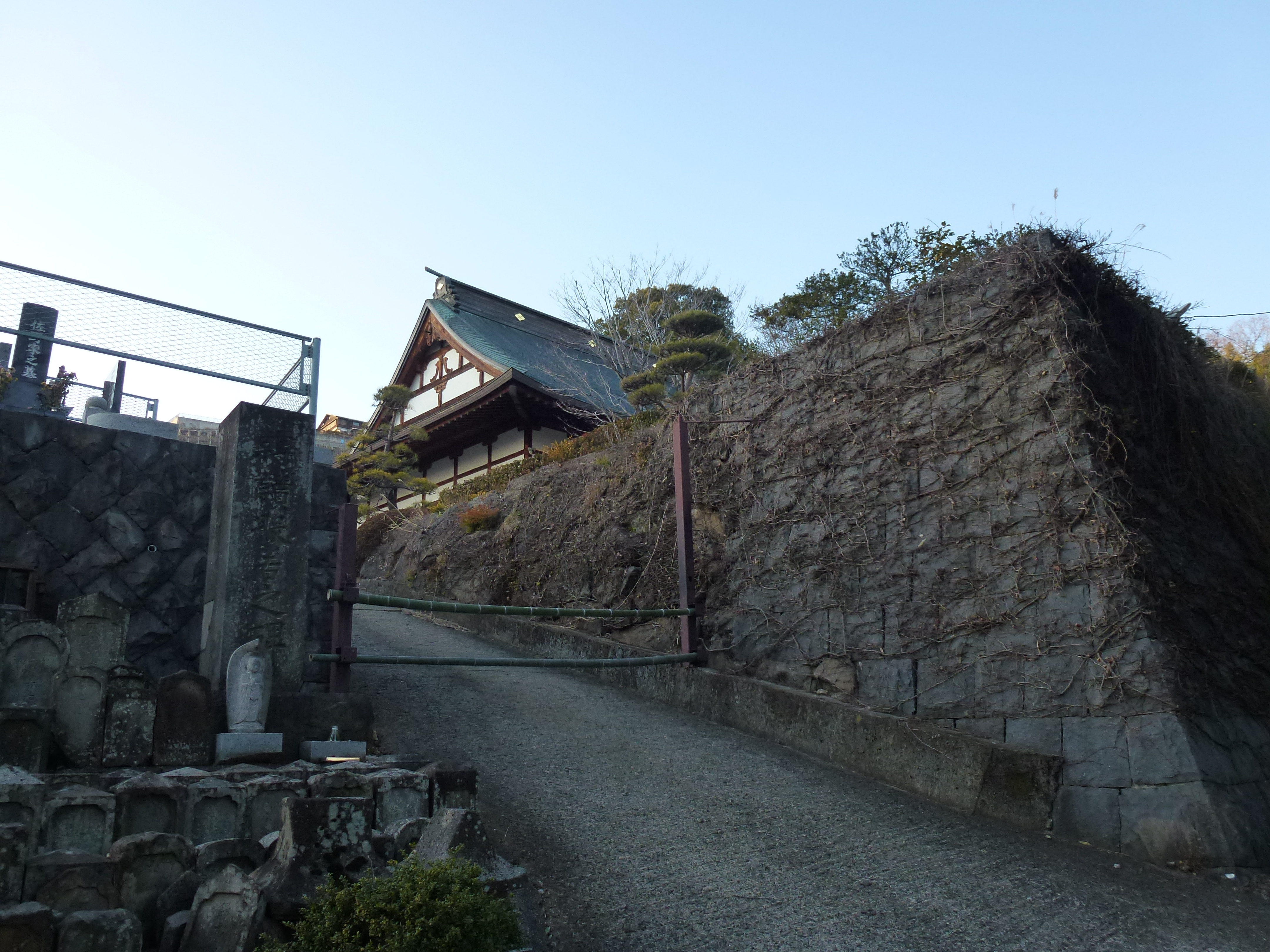
Tempeleingang
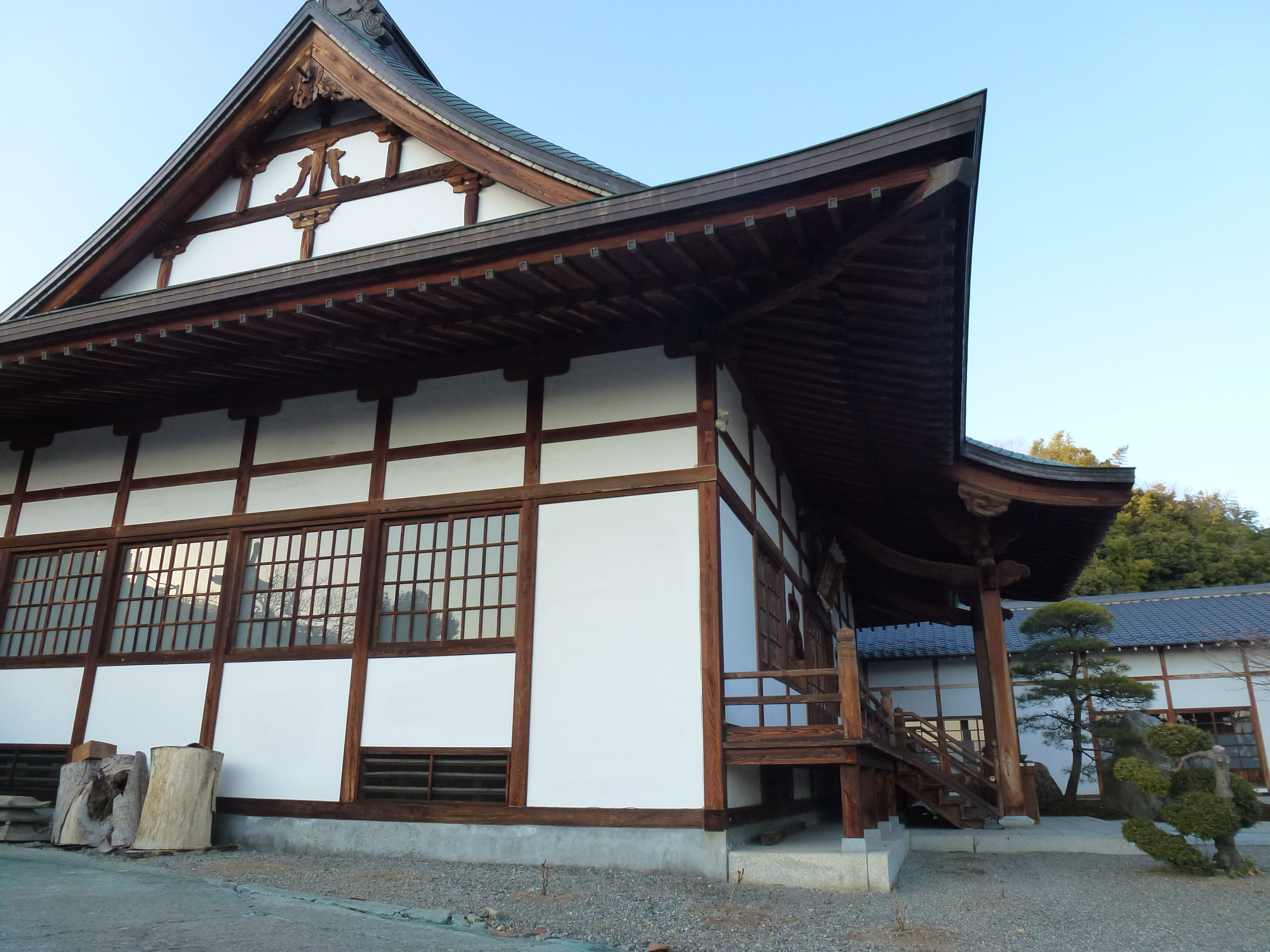
Hauptgebäude
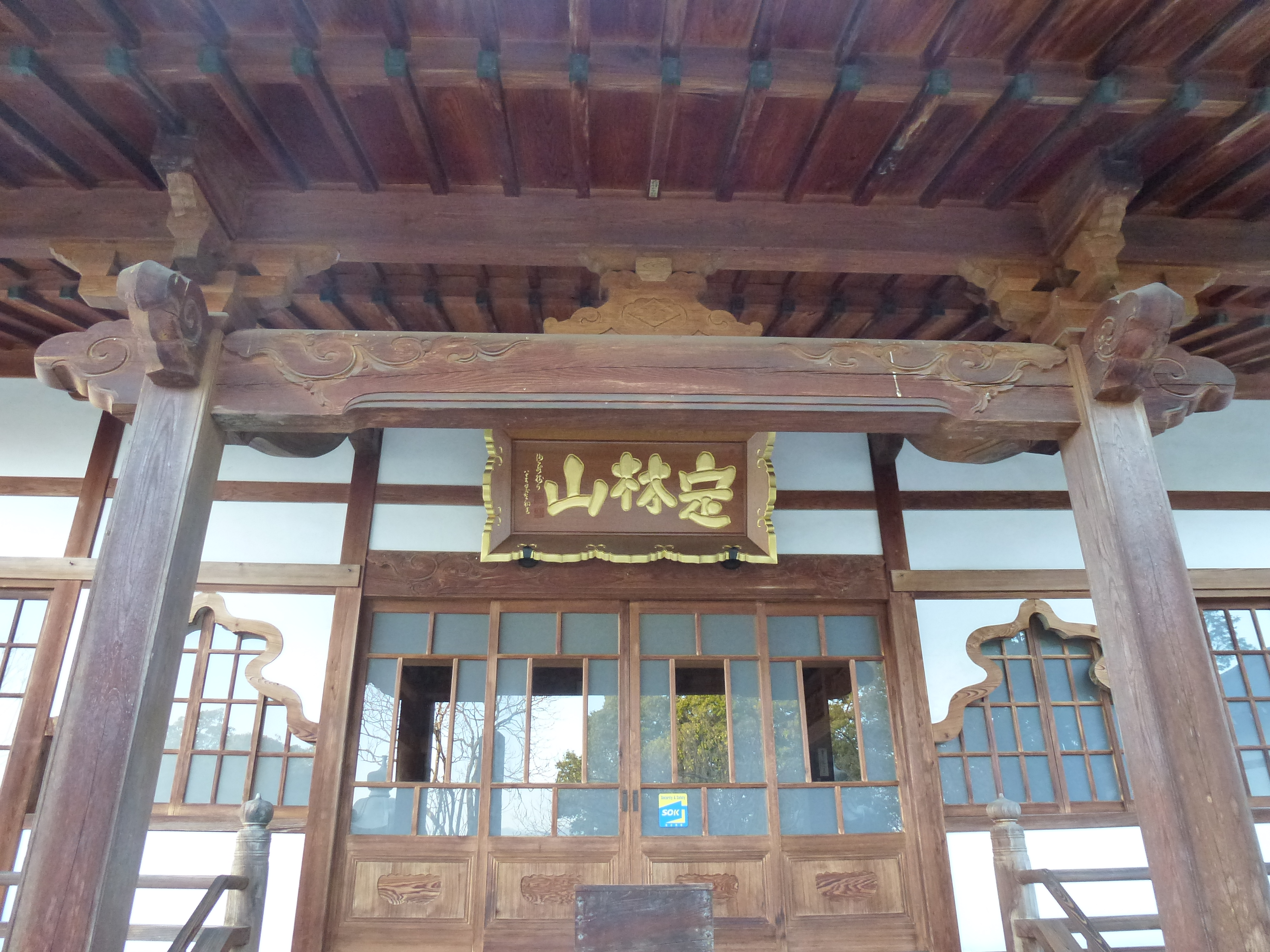
Frontansicht Hauptgebäude
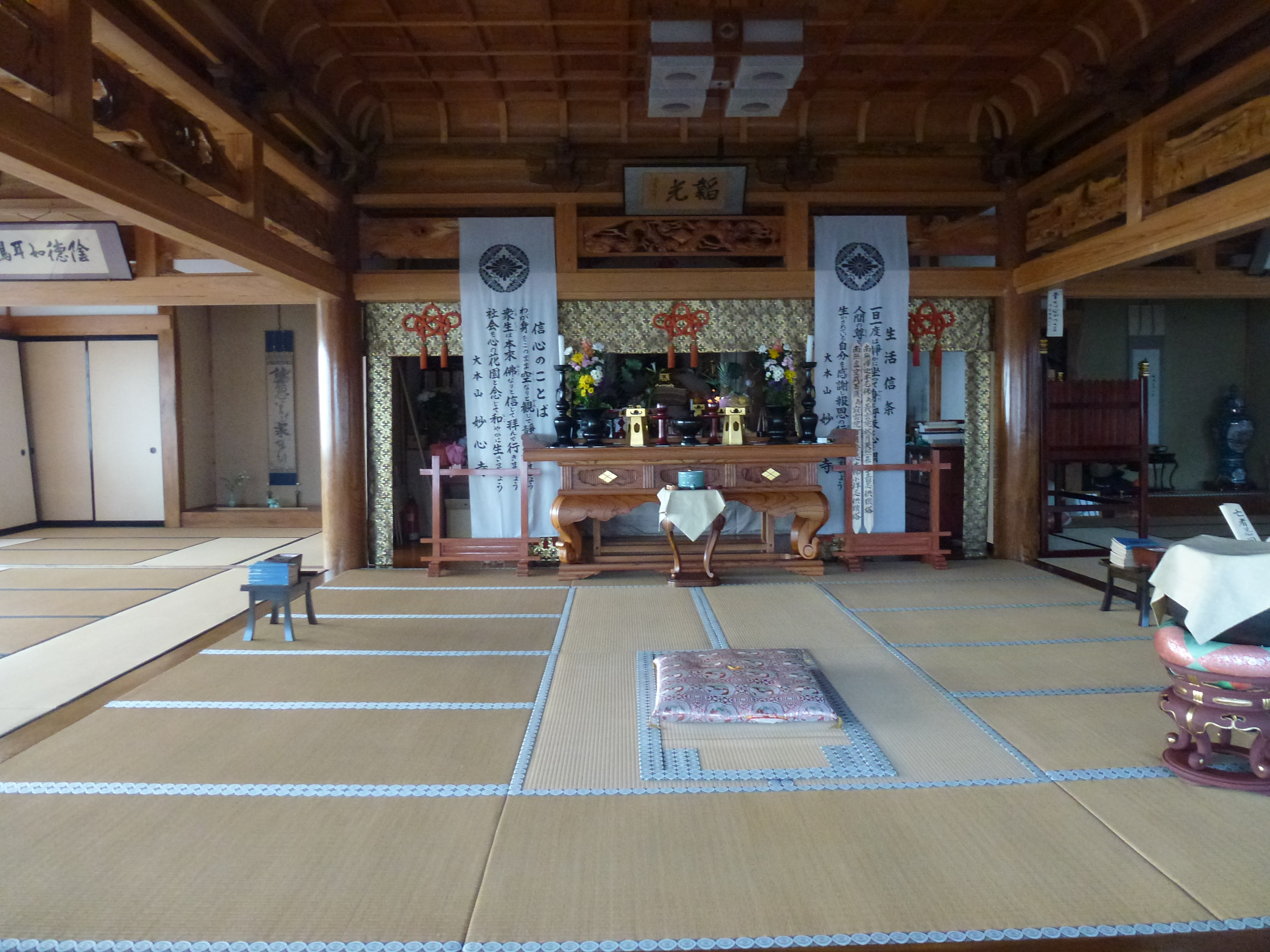
Innenansicht Hauptgebäude
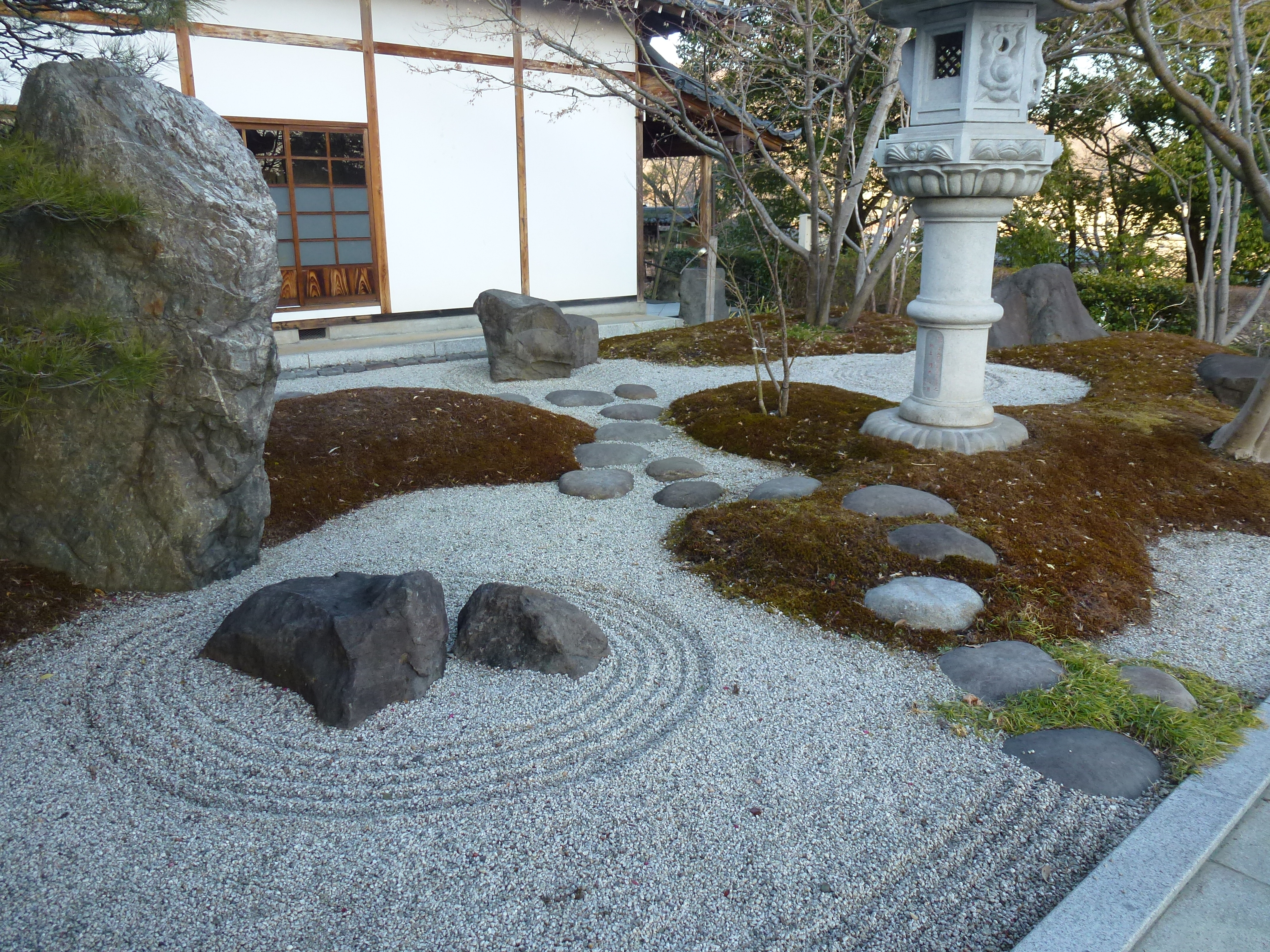
Zen-Garten